# The Fair Is Moving On
"The Fair Is Moving On" ("La feria está avanzando") es una canción del género góspel compuesta por Doug Flett y Mervyn Guy Fetcher, grabada por Elvis Presley en 1969 para su álbum Back In Memphis La canción fue editada a su vez como sencillo con Clean Up Your Own Backyard.  El sencillo al igual que el álbum Back in Memphis fueron certificados disco de oro por la RIAA.

## Grabación
La canción "The Fair is Moving On" fue grabada por Presley el 21 de febrero de 1969 en los estudios American Sound Studios de Memphis, Tennessee. Se desconoce cuántas tomas exactas Elvis registró de la canción durante la sesión de grabación en el estudio para esa fecha, al igual que la toma que se utilizó para realizar la masterización. 
Elvis incorporó para las tomas una gran variedad de nuevos músicos destacándose principalmente para esta canción el acompañamiento del piano y los juegos de las voces que le brindaban un corte netamente góspel. 

## Músicos
- Elvis Presley - voz y guitarra acústica
- Reggie Young - guitarra eléctrica
- Tommy Cogbill - bajo
- Gene Chrisman - batería
- Bobby Wood, - piano
- Mary (Jeannie) Green
- Donna Thatcher - coros
- Susan Pilkington - coros
- Mary Holladay - coros
- Dolores Edgin - coros
- Hurshel Wiginton - coros
- Joe Babcock - coros
- Millie Kirkham - coros
- Sonja Montgomery - coros [1]

## Letra
La canción se centra en la vida cotidiana de una feria ambulante donde el protagonista expresa que, con la intención de estar junto a la mujer de la cual se ha enamorado le promete que ya nunca va a volver a estar abandonada, pese a los permanentes viajes que impone el trabajo en una feria ambulante. La situación tiene lugar en el momento en que la feria ha culminado sus actividades del día anterior y se halla ahora todo preparado como para salir una vez más de gira. "The trailers will soon hit the road (Los remolques pronto saldrán a la carretera): yes, the fair's moving on and I'll soon be gone, but I won't leave you long, I'm coming back, so please don't be sad (Si, la feria está avanzando y yo me estaré yendo pero no te dejaré por mucho tiempo, por lo tanto no estés triste)" 